# زوارة (إيران)
زوارة (بالفارسية: زواره) هي منطقة سكنية تقع في إيران في ناحية زوارة. يقدر عدد سكانها بـ 7,806 نسمة .